# 성 라자로 마을
성 라자로 마을은 경기도 의왕시 오전동에 있는 가톨릭 사회사업 시설이다. 나자로 마을이라고도 불린다.

## 개요
한국 전쟁 발발 직전인 1950년 6월 2일에 메리놀회 소속 조지 캐롤 안 주교가 설립한 구라사업 기관으로, 무의탁 한센병 환자 치료와 치료된 환자의 사회복귀를 돕기 위해 만들어졌다. 대한민국 가톨릭이 운영 중인 구라사업[救癩事業] 기관 가운데 가장 대표적인 시설이다. 정착촌과 함께 병동, 진료소, 교육관, 수녀원 등을 갖추고 있다.
성라자로마을은 '그대 있음에'라는 제목의 자선음악회를 개최해 수익금을 내고 라자로돕기회를 구성하는 등 활발한 활동을 벌이고 있다. 2007년 기준으로 라자로돕기회를 통해 성라자로마을을 후원하는 회원 수는 약 1만 2천 6백 명이다.
2008년 4월을 기준으로 73명의 한센병 음성환자가 살고 있으나, 2007년 한해 동안 10여 명이 사망하는 등 숫자가 급격히 줄고 있다.

## 연혁
- 1950년 6월 2일: 성라자로마을 설립 (경기도 광명시)
- 1951년 : 의왕으로 이전
- 1952년 : 초대원장 이경재 신부 부임
- 1963년 : 진료소와 자립정착촌 분리
- 1964년 : 고천국민학교 오전분교 개교
- 1969년 : 천주교 서울대교구에서 수원교구로 이관
- 1971년 : 회보 창간
- 1975년 : 성당 준공
- 1981년 : 준 본당 승격
- 1981년 : 피정의 집 개소

## 같이 보기
- 한센병